# Karl von Großheim

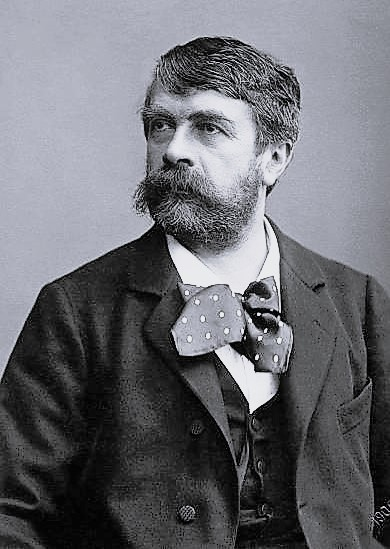
Carl von Großheim

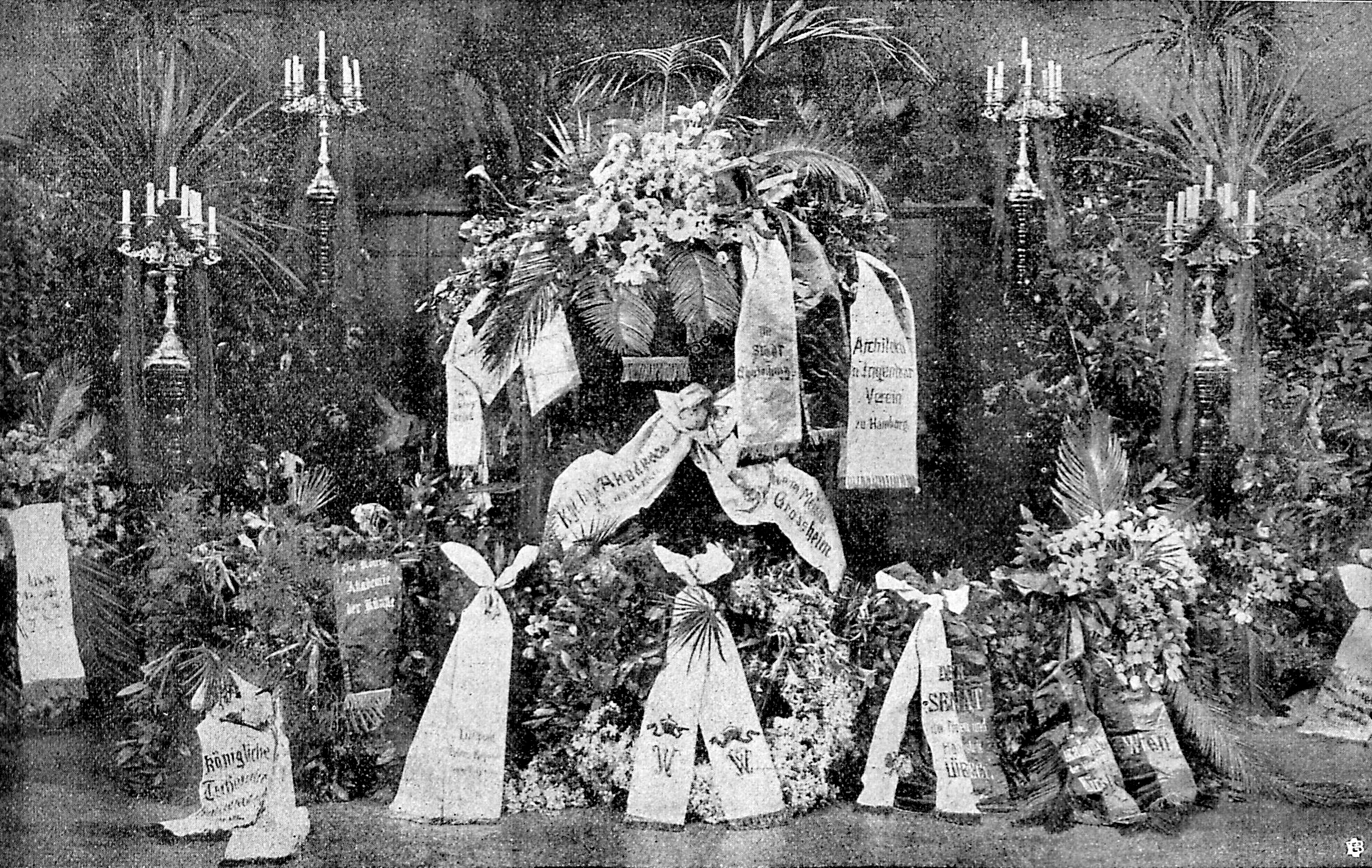
Aufbahrung von Großheims im Krematorium zu Lübeck

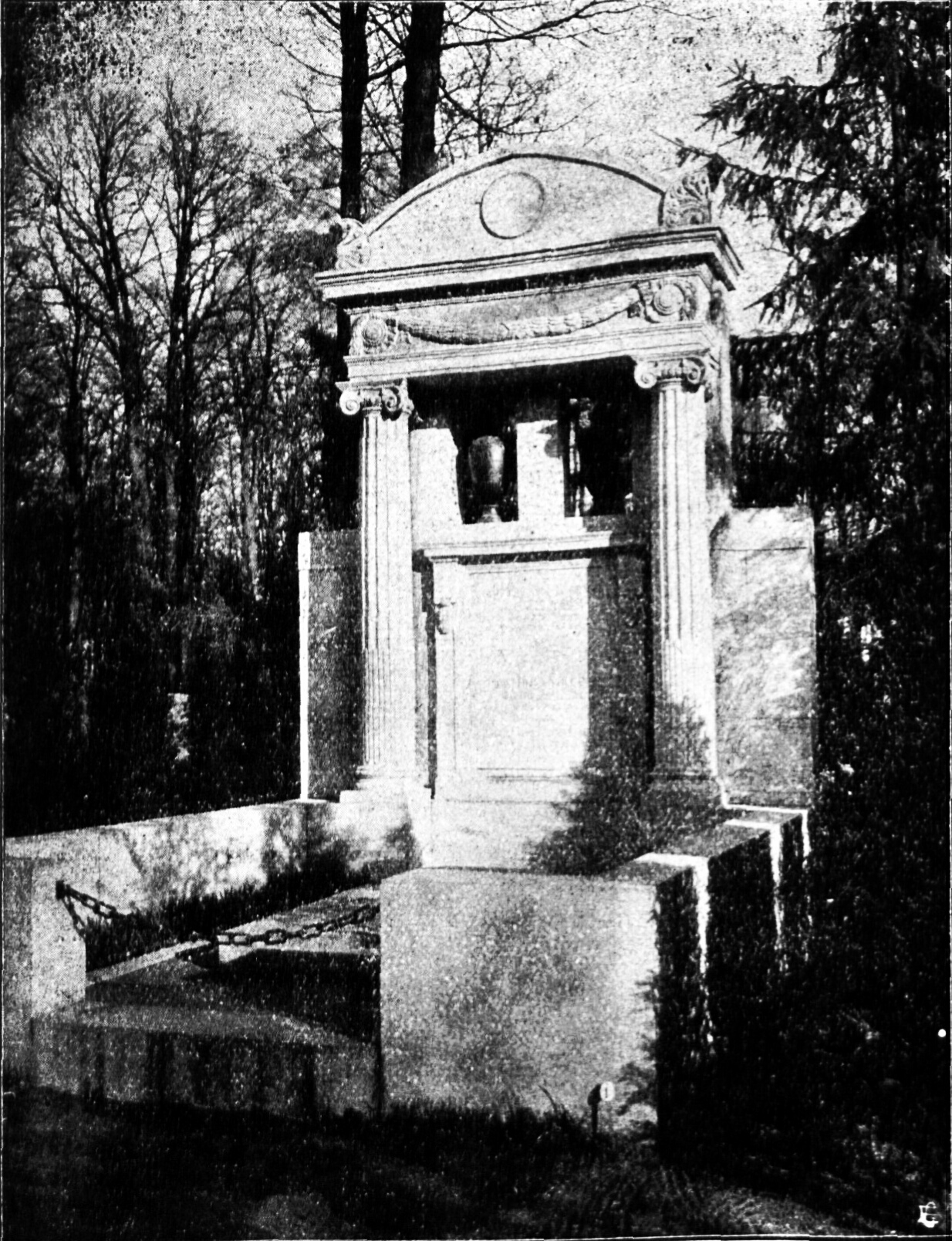
Grab der Familie v. Großheim

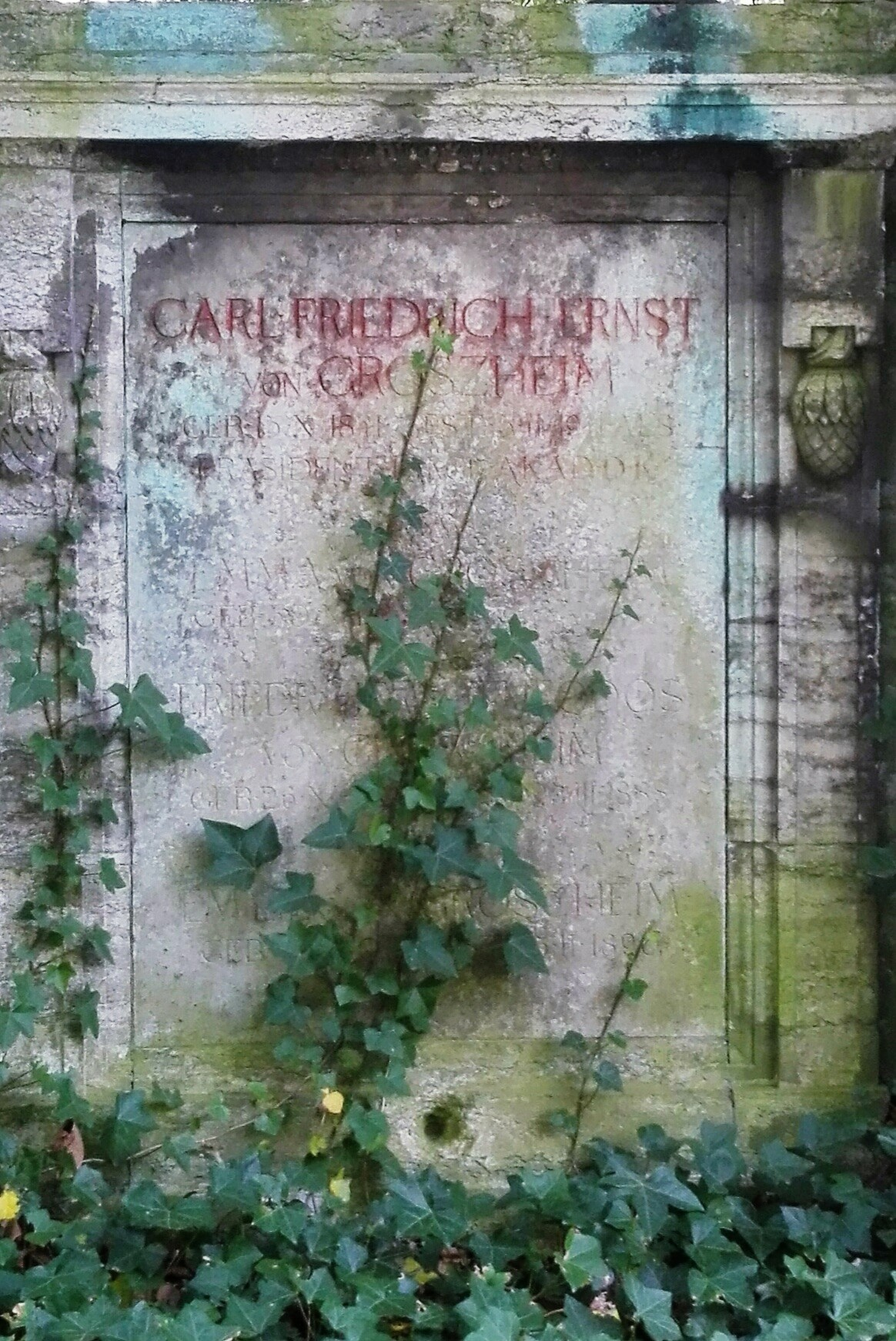
CARL FRIEDRICH ERNST / VON GROSZHEIM / GEB. 15 X 1841 GEST. 6 II 1911 ALS / PRÄSIDENT KGL. AKAD. D. K. / BERLIN / EMMA VON...

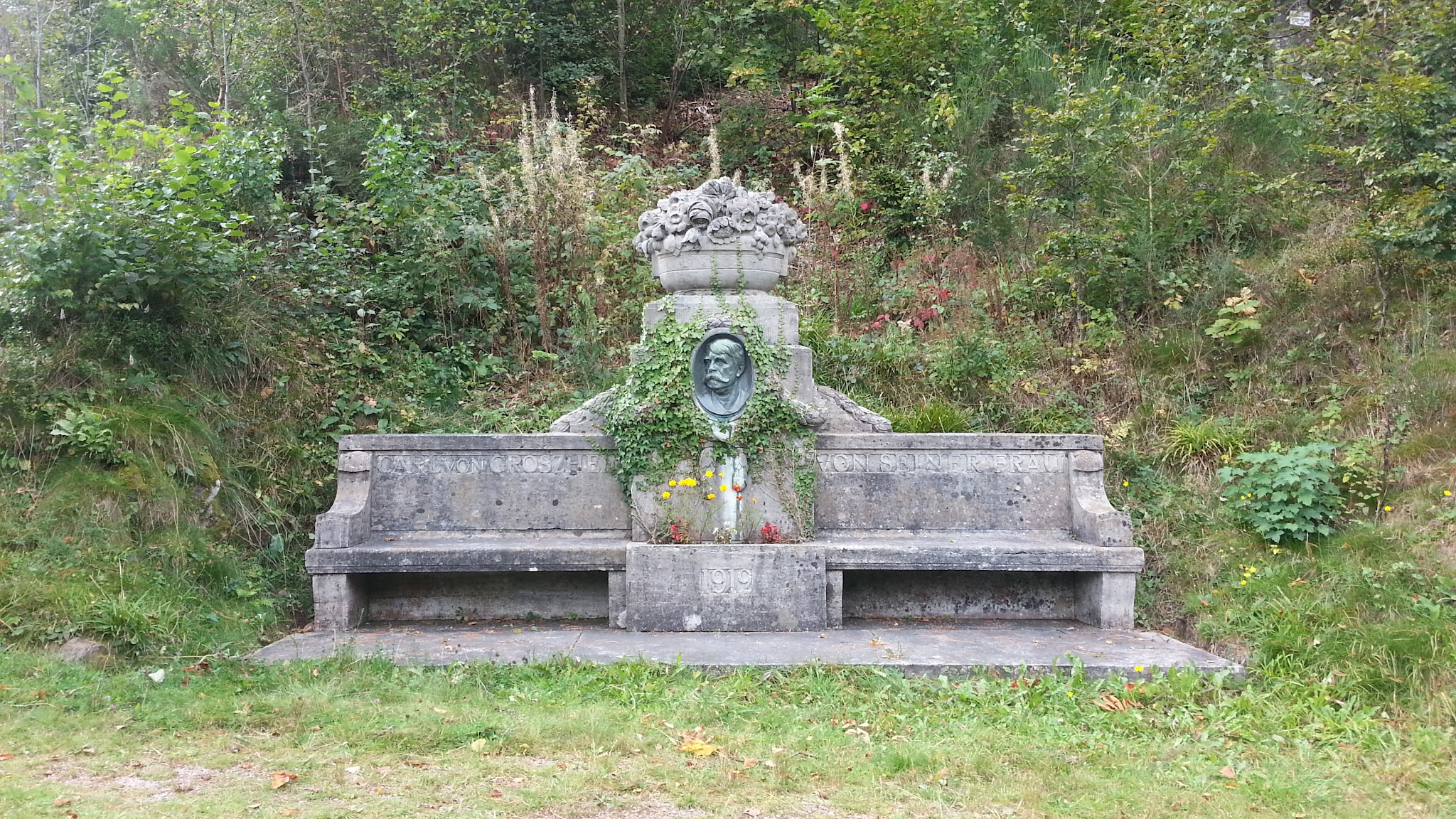
Von Ludwig Manzel gefertigte und der Witwe Großheim ein Jahr nach dessen Tode an Bad Rippoldsau gestiftete Gedenkbank

Carl Friedrich Ernst von Großheim (* 15. Oktober 1841 in Lübeck; † 5. Februar 1911 in Bad Rippoldsau) war ein deutscher Architekt und Präsident der Preußischen Akademie der Künste.

## Leben

### Schule, Lehre, Studium
Großheim besuchte bis zu seinem 16. Lebensjahr die von seinem Großvater Carl Friedrich Christian von Großheim gegründete Großheimsche Realschule. Nach seiner Schulzeit trat er 1857 in die praktische Arbeit und erlernte in dreijähriger Lehrzeit das Zimmerhandwerk. Danach trat er die für ehrsame Handwerksgesellen erforderlichen Wanderjahre an und arbeitete in Altona und anderen Städten, bis er an der Berliner Bauakademie die höhere Bildung des Architekten suchte. Vorübergehend arbeitete er unter Hermann von der Hude. Bereits auf der Akademie schloss er mit Heinrich Kayser einen Arbeitsbund. Beide besuchten Carl Steffecks Aktzeichnen-Kurse und trafen mit Max Liebermann zusammen. Großheim legte das zweite Staatsexamen ab. 1860 wurde er Mitglied der Lübecker Freimaurerloge Zur Weltkugel.

### Atelier Kayser & von Großheim
Nachdem er mit Kayser von 1867 bis 1870 für August Orth arbeitete, begründeten Kayser und v. Großheim 1871 ihr Atelier für Architektur und Kunstindustrie. Von Beginn an strebten sie nach der Förderung des Handwerks und der Wiedergeburt des Kunstgewerbes im Rahmen der hohen Architektur. Seit jenem Zeitpunkt war das Werk des einen nicht mehr von dem des anderen zu trennen. Das gemeinsame Atelier entwickelte sich zu einem der führenden deutschen Architekturbüros des späten 19. und beginnenden 20. Jahrhunderts.
Schon 1872 erzielten sie ihren ersten großen Erfolg, indem sie als Hauptpreisträger des Wettbewerbs um das Reichstagshaus mit Ludwig Bohnstedt in engsten Wettbewerb kamen. Seitdem wirkten sie als tonangebende Architekten von Berlin aus über ganz Deutschland. Besonders entfalteten sie sich im Rheinland. In der Heimat Kaysers gründeten sie in Düsseldorf und Bonn Zweigateliers. Der Architekt Max Wöhler leitete das 1890 gegründete Düsseldorfer Zweigbüro und wurde im Jahre 1899 Teilhaber des Büros.
Mit der aufkommenden Mode der Deutschen Renaissance schlossen sich auch diese beiden Architekten, die bis dahin im Stil der Italienischen Hochrenaissance und gelegentlich der Frührenaissance bauten, dieser Richtung an. Ihr erstes Gebäude dieses Stils war das Buchhändlerhaus in Leipzig.
Sie waren die Ersten, die in den Hochschulbauten in Charlottenburg die Silhouette der Baumassen in Fluss brachten.
Später näherten sie sich dem Klassizismus und gelangten auf diesem (Um-)Weg zum Neobarock. Hierin erschufen sie ihr größtes Werk, den Gebäudekomplex der Akademie der Künste in Charlottenburg. Des Weiteren erwähnenswert sind noch das Dom-Hotel in Köln und die Kuppelhalle des Landesausstellungsgebäudes am Lehrter Bahnhof. Ihrer Neorenaissance-Phase entstammen verschiedene Schlösser in Schlesien und in der Lausitz.
Nach Kaysers und von Großheims Plänen entstanden zahlreiche Geschäfts- und Warenhäuser, wie das Gebäude des Clubs von Berlin (Jägerstraße 2–3), der Spindlershof und eine große Zahl von Villen.

### Beisetzung
Auf der Trauerfeier für ihn in der Akademie der Künste ließ sich der Kaiser durch den Kurator der Akademie, Kultusminister August von Trott zu Solz, vertreten. Auf Anordnung des Kaisers nahm der Trauerzug seinen Weg durch das sonst zu jener Zeit nur Fürstlichkeiten zur Benutzung vorbehaltene Mittelportal des Brandenburger Tors, bevor der Leichnam nach Lübeck überführt wurde. Dort wurde seine Leiche durch den Hauptpastor der Marienkirche, Christian Marth, eingesegnet und seine Urne im Grab der Familie auf dem Allgemeinen Gottesacker beigesetzt.

### Anerkennungen, Funktionen
Da in ihrem Büro auch zahlreiche Architekten geschult wurden, zog das Schaffen der beiden Architekten weite Kreise. Beinahe zeitgleich wurden beide mit Geheimrats- und Professoren-Titeln sowie durch weitere Ehrenämter mit hoher Reputation ausgezeichnet, außerdem zu Senatoren der Preußischen Akademie der Künste und zu Mitgliedern der Preußischen Akademie des Bauwesens ernannt. Der Erbauer des Lübecker Stadttheaters, Martin Dülfer, arbeitete als Berufsanfänger in ihrem Atelier.
1879 gehörte Großheim zu den Gründungsmitgliedern der Vereinigung Berliner Architekten. 1880 wurde er Mitglied der Preußischen Akademie der Künste, später einer ihrer Senatoren und stand ihr ab 1910 vor. Beide wurden 1886 mit der Großen goldenen Medaille ausgezeichnet.
Am 1. Oktober 1910 trat von Großheim als Präsident an die Spitze der Königlichen Akademie der Künste.
Dennoch hatte er seine Heimatstadt nicht vergessen, weilte jährlich mindestens einmal in Lübeck und verfolgte die Stadtentwicklung. Wenn seine Vaterstadt ihn rief, so kam er gerne: Er wirkte bei den Architektenwettbewerben für das neue Stadttheater und den Neubau der Commerz-Bank in Lübeck als Preisrichter mit.

## Bauten und Entwürfe
Sie bauten u. a. das Charlottenburger Reichsmilitärgericht. Mit dem Neubau des Berliner Warenhauses Wertheim an der Königstraße nahe dem Alexanderplatz bewiesen sie, dass sie den modernsten Aufgaben gewachsen waren. Die außerordentliche Vielseitigkeit sowie Anpassungsfähigkeit zeigten auch die ihnen übertragenen Ausführungen diverser Gebäude in unterschiedlichen exotischen Baustilen im Berliner Zoologischen Garten.
→ Gesamtwerk siehe: Heinrich Joseph Kayser#Bauten (Auswahl)

## Karl-von-Grossheim-Brunnen

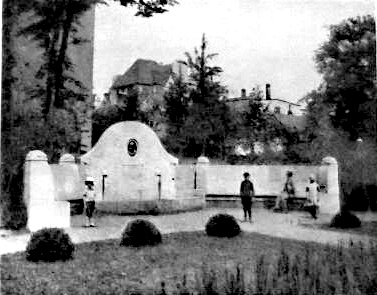
Karl-von-Grossheim-Brunnen in Lübeck

Nach seinem Tod gedachte die Stadt Lübeck seiner durch die Anlage des Von-Großheim-Platzes in der Vorstadt St. Jürgen, vor dem Elternhaus von Großheims (Bäckerstraße 21). Das bis dahin unbebaut gebliebene Brachgelände wurde unter Einbeziehung vorhandener alter Bäume zu einer Grünanlage umgestaltet, in der eine Brunnenanlage aus Muschelkalk errichtet wurde. Die im Atelier Kayser und von Grossheim entworfene halbrunde Anlage trägt in ihrem mittleren Aufbau das von der Ehefrau des Verstorbenen gestiftete Reliefbildnis in Bronze, das von dem Berliner Bildhauer Ludwig Manzel geschaffen wurde. Rechts und links der darunter befindlichen Inschrift fielen aus Muscheln Wasserstrahlen in ein Becken, zu beiden Seiten flankiert von Sitzbänken mit hohen Rückenlehnen. Der Abschluss wurde von vier Pfeilern mit ornamental behandelten Blumenbekrönungen gegliedert. Die Grünanlage wurde 1942 für einen Löschwasserteich aufgegeben. Nach dem Rückbau des Teichs im Jahr 1990 wurde der Brunnen restauriert und die gesamte Anlage am 30. Juli 1991 wieder eingeweiht.